# Escuela Superior de Administración Pública
La Escuela Superior de Administración Pública (ESAP) es una institución gubernamental de carácter universitario de Colombia. Creada por la Ley 19 de 1958, adscrita al Departamento Administrativo de la Función Pública, dotada de personería jurídica, autonomía administrativa y financiera, patrimonio independiente y autonomía académica de conformidad con las normas que regulan el sector educativo en general y el servicio público de la educación superior en particular. 
Hace parte del sistema de carrera administrativa e integra el sector administrativo de la función pública.

## Historia
Con la implementación del Frente Nacional se legitima con el plebiscito de 1957 algunos de los acuerdos del plebiscito se plasman con la expedición de la Ley 19 de 1958 la cual crea el Departamento Administrativo del Servicio Civil (hoy Función Pública), La Sala de Consulta y Servicio Civil del Consejo de Estado, La Carrera Administrativa y la ESAP dando respuesta a los estudios de asesoría generados por las comisiones que habían venido a Colombia y a la iniciativa dada por la orientación de la CEPAL.
El desempeño y participación de la ESAP en los procesos de mejoramiento y racionalización de la gestión pública se ha dado desde el comienzo de su funcionamiento a principios de 1961, primer Gobierno del Frente Nacional presidente en ese entonces Alberto Lleras Camargo. En los primeros pasos de la vida institucional de la Escuela se ofrecen los programas de formación y capacitación no formal para los servidores públicos, más adelante se establece la Facultad de Ciencias Políticas y Administrativas y se profesionaliza la Carrera, se inició la asistencia técnica regional a los funcionarios en servicio en los municipios y departamentos pero de una forma bastante pobre debido a que Colombia en ese entonces tenía un modelo de Gestión Centralizado.
Las Territoriales comienzan a cobrar verdadera importancia en la historia de la Escuela a partir de la década de los 80, momento en el cual comienza a gestarse en el país los procesos de descentralización, autonomía municipal y elección de alcaldes y gobernadores, es en este instante de vida de la ESAP cuando las territoriales se convierten en una necesidad evidente para responder a la urgencias de la Sociedad y del Estado. 
La Historia muestra una inclinación hacia el perfeccionamiento académico con los programas de Pregrado y Posgrado, el programa de la Escuela de Alto Gobierno y en un continuo apoyo a los procesos de Descentralización, Globalización y Apertura retos que mantienen vigente el espíritu que ha acompañado a la Institución desde su fundación generando políticas de Transparencia, anticorrupción y antitramites ubicando a la ESAP como la institución mediadora entre la realidad nacional y los procesos de investigación que impulsen a la Población Colombiana a alcanzar bienestar y desarrollo, con la permanente capacitación de los nuevos funcionarios públicos, utilizando las TIC con el fin de llegar a toda la comunidad.
Para el año 2014, la ESAP es catalogada como la segunda mejor universidad en el área de contaduría y finanzas, por encima de la Universidad Nacional, y la Universidad de los Andes.
En la actualidad, Jorge Ivan Bula Escobar es el director Nacional de la Escuela Superior de Administración Pública (ESAP), es Doctor y Magíster en Sociología de la Universite Catholique de Louvain, además de Magister en Desarrollo Económico de la Universidad de Mánchester y Economista de la Universidad Externado de Colombia.

## Sedes
- Bogotá (Sede principal)
- Antioquia (Cetap Medellín)
- Chocó (Cetap Quibdó)
- Atlántico, Magdalena, Cesar y Guajira (Cetap Barranquilla)
- Bolívar, Sucre, Córdoba y San Andrés Islas. (Cetap Cartagena) (Cetap La Unión (Sucre))
- Boyacá y Casanare (Cetap Tunja)
- Caldas (Cetap Manizales) (Cetap La Dorada)
- Cauca (Cetap Popayán) (Cetap El Bordo) (Cetap Miranda)
- Cundinamarca (Cetap Fusagasugá)
- Huila y Caquetá (Cetap Neiva)
- Meta, Guaviare, Guainía, Vaupés, Vichada y Amazonas (Cetap Villavicencio)
- Nariño y Putumayo (Cetap Pasto)
- Norte de Santander y Arauca (Cetap Cúcuta)
- Quindío y Risaralda (Cetap Dosquebradas)
- Santander (Cetap Bucaramanga)
- Tolima (Cetap Ibagué)
- Valle (Cetap Cali)

## Oferta Académica

### Pregrado
- Programa Administración Pública.
- Programa en Administración Pública Territorial.
- Programa en Economía de lo Público (Nuevo programa 2024-1)

### Posgrado
Posee los siguientes estudios en posgrado:

#### Maestría
- Maestría en Administración Pública. (Presencial y Distancia tradicional)
- Maestría en Derechos Humanos, Gestión de la Transición y Postconflicto.[¿dónde?]

### Especializaciones
Presenciales:
- Alta Dirección del Estado.
- Alta gerencia en Economía Pública
- Gestión Pública.

Distancia tradicional:
- Finanzas Públicas.
- Gerencia Ambiental.
- Gerencia Hospitalaria.
- Alta Gerencia del Sistema de Seguridad Social en Salud.
- Finanzas Públicas (Tradicional y virtual)
- Gestión y Planificación del Desarrollo Urbano y Regional
- Administración Pública Contemporánea
- Fronteras y Relaciones Internacionales.
- Derechos Humanos.
- Gerencia Social.